# Medina, Ohio
Medina [mɨˈdaɪnə] är administrativ huvudort i Medina County i delstaten Ohio. Orten hade 26 678 invånare enligt 2010 års folkräkning.

## Kända personer från Medina
- Ryan Dunn, TV-personlighet
- Scott Fahlman, datavetare
- Bobby Rahal, racerförare